# Wilson Kamavuaka
Wilson Kamavuaka (* 29. März 1990 in Düren) ist ein deutsch-kongolesischer Fußballspieler.

## Karriere

### Verein
Kamavuaka begann 1999 in der E-Jugend der Sportfreunde Düren Fußball zu spielen. Er wechselte im Jahr 2002 in die Jugend des 1. FC Köln und 2007 in die A-Jugend von Alemannia Aachen. Zur Saison 2009/10 wechselte er zur zweiten Mannschaft der TSG 1899 Hoffenheim, die zu diesem Zeitpunkt in der Oberliga Baden-Württemberg spielte. Nach einer Saison in der Oberliga, einem Aufstieg und einer weiteren Saison für Hoffenheim in der Regionalliga Süd verpflichtete der 1. FC Nürnberg Kamavuaka in der Sommerpause 2011 für seine Reservemannschaft. Am 1. Oktober 2011 gab er in einem Heimspiel gegen den 1. FSV Mainz 05 sein Bundesligadebüt für die erste Mannschaft.
Für die Saison 2012/13 wurde er ohne Kaufoption an den Zweitliga-Aufsteiger Jahn Regensburg ausgeliehen. Kamavuaka kam in 28 Spielen zum Einsatz und erzielte am 25. Spieltag bei der 2:3-Niederlage beim FC St. Pauli sein erstes Zweitligator, den direkten Wiederabstieg der Regensburger in die 3. Liga konnte er jedoch nicht verhindern. Nach einer Saison verließ Kamavuaka Regensburg wieder und wechselte zum KV Mechelen nach Belgien. In Belgien gelang Kamavuaka mit zwei Treffern in seinem ersten Spiel ein Traumdebüt. Am 1. Februar 2015 unterschrieb er in der österreichischen Bundesliga beim SK Sturm Graz einen Vertrag.
Nach der Saison 2015/16 verließ er den SK Sturm Graz. Im September 2016 wechselte er nach Griechenland zu Panetolikos, wo er einen bis Juni 2018 gültigen Vertrag erhielt.
Im Januar 2017 wechselte er zum Bundesligisten SV Darmstadt 98, wo er einen bis Juni 2018 gültigen Vertrag unterschrieben hat. Am 18. März 2017 gab er bei der 1:0-Auswärtsniederlage gegen den VfL Wolfsburg sein Deüt für die Lilien. In seiner ersten halben Saison kam er auf acht Einsätze. Am zweiten Spieltag der Saison 2017/18 erzielte Kamavuaka beim Auswärtsspiel in Kaiserslautern seinen ersten Treffer für Darmstadt 98 zum 1:1-Ausgleich. Insgesamt kam er auf 25 Einsätze und konnte zwei Treffer erzielen. Nach nur 82 Spielminuten (in sechs Einsätzen) einigten sich Verein und Kamavuaka auf eine Vertragsauflösung.
Im Februar 2020 unterschrieb er nach einem halben Jahr ohne Verein einen Vertrag in Polen bei GKS Tychy. Sechs Monate später wechselte er zurück nach Deutschland zum MSV Duisburg in die 3. Liga. In der Saison 2020/21 kam er auf 26 Ligaeinsätze und drei Tore, verpasste jedoch mehrere Spiele aufgrund einer COVID-19-Erkrankung. Nach einer Saison verließ er den MSV wieder und war seitdem vereinslos. Erst neun Monate später nahm ihn dann im März 2022 der finnische Erstligist Helsingfors IFK bis zum Jahresende unter Vertrag.
Dann war Kamavuaka erneut bis zum September 2023 ohne Klub, ehe ihn Union Titus Petingen aus der luxemburgischen BGL Ligue verpflichtete.

### Nationalmannschaft
Am 22. Mai 2010 debütierte Kamavuaka in Innsbruck für die A-Nationalmannschaft der Demokratischen Republik Kongo im Freundschaftsspiel gegen Saudi-Arabien (0:2). In den folgenden sieben Jahren kam er zu insgesamt zehn Länderspielen, ein Treffer gelang ihm dabei nicht.

## Privates
Er hat zwei ältere Schwestern und einen älteren Bruder. Er hat die Fachhochschulreife erworben. Zudem ist er Cousin zweiten Grades von Richard Sukuta-Pasu, der ebenfalls Profifußballer war.